# Tabby Thomas
Tabby Thomas (nacido como Ernest Joseph Thomas; 5 de enero de 1929 − 1 de enero de 2014), también conocido como Rockin' Tabby Thomas, fue un músico de blues estadounidense, natural de Baton Rouge. Thomas cantaba y tocaba el piano y la guitarra, y se especializó en un subestilo de blues indígena del sur de Luisiana llamado swamp blues.
Thomas fue uno de los músicos de blues más conocidos en Baton Rouge, donde opera su propio club de blues, llamado Tabby's Blues Box and Heritage Hall, desde comienzos de la década de 1970. El más conocido de sus siete hijos que ha incursionado en el blues es Chris Thomas King.
Tabby Thomas sufrió una embolia en el 2004, que afectó su forma de tocar instrumentos pero no su voz.
Durante los últimos años de vida, los sábados presentaba el show de radio llamado Tabby's Blues Box de 1 a 2 p. m. en la estación de Baton Rouge WBRH-FM, que se originó en el centro de comunicaciones de la Academia Baton Rouge Magnet.
Falleció el 1 de enero de 2014 a los 84 años.